# Cabo de Salinas
Cabo de Salinas är en udde i Spanien.   Den ligger i regionen Balearerna, i den östra delen av landet, 600 km öster om huvudstaden Madrid. Cabo de Salinas ligger på ön Mallorca.
Terrängen inåt land är platt. Havet är nära Cabo de Salinas söderut.  Närmaste större samhälle är Ses Salines, 7,3 km norr om Cabo de Salinas. 